# Episodi di Isabel (prima stagione)
La prima stagione della serie televisiva Isabel, composta da 13 episodi, è stata trasmessa in prima visione in Spagna da La 1 dal 10 settembre al 3 dicembre 2012.
In Italia, gli episodi sono stati trasmessi da Rai Premium  dal 7 ottobre al 21 novembre 2018. Inoltre, la RAI ha suddiviso la serie in due sole stagioni di 13 episodi ciascuna, non coincidenti con le stagioni originali, con un rimontaggio che accorpa gli episodi originali (due episodi della versione italiana corrispondono a tre episodi della serie originale). Nonostante questo, l'edizione italiana ha mantenuto la sequenza originale dei titoli dei singoli episodi, che risulta quindi sfalsata rispetto agli episodi originali.
| n° | Titolo originale     | Prima TV Spagna   | n° Italia | Titolo italiano      | Prima TV Italia  |
| -- | -------------------- | ----------------- | --------- | -------------------- | ---------------- |
| 1  | Isabel, la reina     | 10 settembre 2012 | 1         | Isabel, la regina    | 7 ottobre 2018   |
| 2  | Campanas de boda     | 17 settembre 2012 | 1         | Isabel, la regina    | 7 ottobre 2018   |
|    |                      |                   | 2         | Campane a nozze      | 10 ottobre 2018  |
| 3  | La negociación       | 24 settembre 2012 | 2         | Campane a nozze      | 10 ottobre 2018  |
|    |                      |                   | 2         | Campane a nozze      | 10 ottobre 2018  |
| 4  | Tragedia en la corte | 1º ottobre 2012   | 3         | La negoziazione      | 17 ottobre 2018  |
| 5  | El pacto de Guisando | 8 ottobre 2012    | 3         | La negoziazione      | 17 ottobre 2018  |
|    |                      |                   | 4         | Tragedia a corte     | 24 ottobre 2018  |
| 6  | La figura del rey    | 15 ottobre 2012   | 4         | Tragedia a corte     | 24 ottobre 2018  |
|    |                      |                   | 4         | Tragedia a corte     | 24 ottobre 2018  |
| 7  | La reina puesta      | 22 ottobre 2012   | 5         | Il patto di Guisando | 31 ottobre 2018  |
| 8  | Nueva guerra         | 29 ottobre 2012   | 5         | Il patto di Guisando | 31 ottobre 2018  |
|    |                      |                   | 6         | La figura del re     | 7 novembre 2018  |
| 9  | Boda reale           | 5 novembre 2012   | 6         | La figura del re     | 7 novembre 2018  |
|    |                      |                   | 6         | La figura del re     | 7 novembre 2018  |
| 10 | Nacimiento           | 12 novembre 2012  | 7         | La vita di Isabella  | 8 novembre 2018  |
| 11 | El principio del fin | 19 novembre 2012  | 7         | La vita di Isabella  | 8 novembre 2018  |
|    |                      |                   | 8         | La nuova guerra      | 14 novembre 2018 |
| 12 | Elecciones           | 26 novembre 2012  | 8         | La nuova guerra      | 14 novembre 2018 |
|    |                      |                   | 8         | La nuova guerra      | 14 novembre 2018 |
| 13 | La nueva reina       | 3 dicembre 2012   | 9         | Matrimonio reale     | 21 novembre 2018 |